# Elosita fuscocilialis
Elosita là một chi bướm đêm thuộc họ Crambidae. Chi này chỉ gồm loài Elosita fuscocilialis, thường thấy ở Java.